# Slag bij Duinkerke (1383)
De Slag bij Duinkerke vond plaats in mei 1383 tijdens de Gentse Opstand van 1379-1385. Het was een slag tussen de Gentse opstandelingen en de graaf van Vlaanderen, Lodewijk van Male, gesteund door koning Karel VI van Frankrijk.
De Gentse leider Frans Ackerman versloeg er samen met de Engelsen de Fransen. Daarna werd de Engelse bisschop Henry le Despenser door de Gentenaren overtuigd om Ieper te belegeren.